# Tadeusz Kruk-Strzelecki
Tadeusz Kruk-Strzelecki do roku 1920 Tadeusz Strzelecki ps. „Dyrektor”, „Szczepan”, „Andrzej Kruk”, „Tadeusz Płoński”, „Józef Kowalski”, „Kruk” (ur. 20 października 1895 w Kamieńsku, zm. 1 września 1951 w Londynie) – major rezerwy piechoty Wojska Polskiego, działacz obozu sanacji, kawaler Orderu Virtuti Militari.

## Życiorys
Urodził się w rodzinie Aleksandra (rolnika) i Aleksandry z d. Żurawska. Absolwent gimnazjum w Częstochowie (1916). Należał do organizacji niepodległościowych od 1912, m.in. PMN i Drużyny Skautowej im. W. Łukasińskiego. Od 15 października 1914 żołnierz I Brygady Legionów Polskich. Był ranny w bitwie pod Konarami. Odkomenderowany w 1917 do Polskiej Organizacji Wojskowej. Od 1 lipca został mianowany komendantem 2 obwodu POW w Wieluniu. Od 5 stycznia 1915 do 25 lipca 1917 był komendantem Obwodu nr V w Piotrkowie. Ukończył kurs podchorążych POW (28 lutego 1917). Od marca 1918 ponownie komendant w Okręgu Va Częstochowa. Brał udział w rozbrajaniu żołnierzy niemieckich w powiecie wieluńskim i organizował tam batalion piechoty podległy 27 pułkowi piechoty. Od 1 listopada 1918 do 1 stycznia 1919 dowodził półbatalionem granicznym 27 pp, a następnie do 17 marca 1919, 11 kompanią 27 pp. W maju 1919 przekazano go do dyspozycji Oddziału II NDWP. 6 czerwca 1919 mianowany zastępcą komendanta i szefem wywiadu Komendy Naczelnej nr III w Kijowie. Od 22 lipca 1919 był dowódcą oddziałów powstańczych na tyłach Armii Czerwonej. Został ranny 5 sierpnia 1919 pod Żytomierzem. W Wojsku Polskim służył od 1918. W czasie wojny polsko-bolszewickiej był ranny. Oficer Oddziału VI, a później Oddziału II Naczelnego Dowództwa. W 1920 brał udział w tzw. buncie gen. Lucjana Żeligowskiego. W lipcu 1920 organizował oddział lotny w sile batalionu, z którym walczył pod Grodnem i Wilnem. Od 4 listopada 1921 mianowany zastępcą dowódcy grupy ochotniczej ppłka Walerego Sławka. W 1922 zweryfikowany został w stopniu kapitana ze starszeństwem z dniem 1 czerwca 1919. W 1924 był oficerem rezerwy 27 pułku piechoty w Częstochowie i w tym samym roku przeniesiony do rezerwy. 14 lutego 1924 został przeniesiony do rezerwy na własną prośbę z powodu zatargu z Szefem Sztabu Generalnego WP (chodziło o inwigilację byłych żołnierzy legionistów). 13 listopada 1928 skazany sądownie na karę jednego miesiąca za  „rozpowszechnianie utworów wyrażających zuchwałe nieposzanowanie władzy zwierzchniej”. Dziesięć lat później, w tym samym stopniu i starszeństwie, był oficerem rezerwy 83 pułku piechoty w Kobryniu. Na stopień majora został mianowany ze starszeństwem z 19 marca 1939 i 26. lokatą w korpusie oficerów rezerwy piechoty. Od roku 1927 do 1928 był dyrektorem kopalni nafty w Słobodzie Rangurskiej. Od 1929 do 1930 był dyrektorem miejskiej komunikacji autobusowej w Częstochowie, później założył własne przedsiębiorstwo. W drugiej połowie 1934 objął funkcję dyrektora Domu Żołnierza. Na tym stanowisku prowadził działalność kulturalno-oświatową. Od 7 stycznia 1933 pracował też, prawdopodobnie krótko, w Wojskowym Instytucie Naukowo-Oświatowym. Do tego instytutu został przydzielony również w 1937 – pełnił wówczas funkcję sekretarza Komitetu Koordynacyjnego tej instytucji. W 1937 objął stanowisko zastępcy delegata MSWojsk. przy Ministerstwie Wyznań Religijnych i Oświecenia Publicznego. 
Podczas kampanii wrześniowej był zastępcą szefa Oddziału Operacyjnego w sztabie dowództwa Obrony Warszawy. W początkach okupacji niemieckiej był szefem Oddziału Politycznego Dowództwa Głównego Służby Zwycięstwu Polski, które współtworzył. Od października 1939 pełnił funkcję szefa Oddziału VI – Biura Informacji i Propagandy Komendy Głównej Związku Walki Zbrojnej. Odsunięty od pełnienia tej funkcji po interwencjach Władysława Sikorskiego i od października 1940, zastąpiony przez płk. dypl. Jana Rzepeckiego. Był również redaktorem naczelnym pisma „Przedwiośnie” należącego do Niezależnej Socjalistycznej Partii Pracy, członkiem loży masońskiej. Należał do Tymczasowej Zbiorowej Delegatury utworzonej przez płka Jana Skorobohatego-Jakubowskiego w dniu 3 lipca 1940 r. 13 września 1940 Tymczasowa Delegatura została rozwiązana. Wiosną 1941 włączył się do konspiracyjnej działalności politycznej piłsudczyków, zainicjowanej przez jego byłego podkomendnego z BIP Zygmunta Hempla. Był jednym ze współzałożycieli pisma „Myśl Państwowa”, a w październiku 1942 – Konwentu Organizacji Niepodległościowych. W nocy z 10 na 11 listopada 1942 był omyłkowo aresztowany i osadzony na Pawiaku, a zwolniony został w grudniu tego samego roku. 11 marca 1943. ponownie aresztowany i więziony przez okupanta na Pawiaku, następnie 28 kwietnia 1943 został przewieziony do niemieckiego obozu koncentracyjnego Auschwitz (nr obozowe: 119127 – 119526). Przewieziony w końcu 1944 do Sachsenhausen, a następnie pod Kilonię. W kwietniu 1945 uwolniony z obozu przez oddziały amerykańskie. Służył do 1947 w brytyjskiej strefie okupacyjnej Niemiec w Oddziałach Wartowniczych.
W drugiej połowie 1948 przybył do Wielkiej Brytanii. Po zakończeniu wojny działał na emigracji w ruchu sanacyjnym. Brał udział w pracach Stowarzyszenia Polskich Kombatantów, Koła AK i Instytutu im. Józefa Piłsudskiego.
Zmarł w Londynie w wieku 56 lat, 1 września 1951, pochowany na cmentarzu Gunndersbury.

## Życie prywatne
Żonaty od 1920 z Janiną z d. Żychowską. Mieli troje dzieci: Jerzy (ur. 1922), Anna Danuta (ur. 1925), Andrzej (ur. 1929).

## Ordery i odznaczenia
- Krzyż Srebrny Orderu Wojskowego Virtuti Militari (17 maja 1922) nr 7603[11][17]
- Krzyż Niepodległości z Mieczami (21 kwietnia 1937)[18][11]
- Krzyż Walecznych (trzykrotnie[11], 1921 i 1922)[19][4][20]
- Złoty Krzyż Zasługi[11]
- Srebrny Krzyż Zasługi[11]